# Ton Regtien

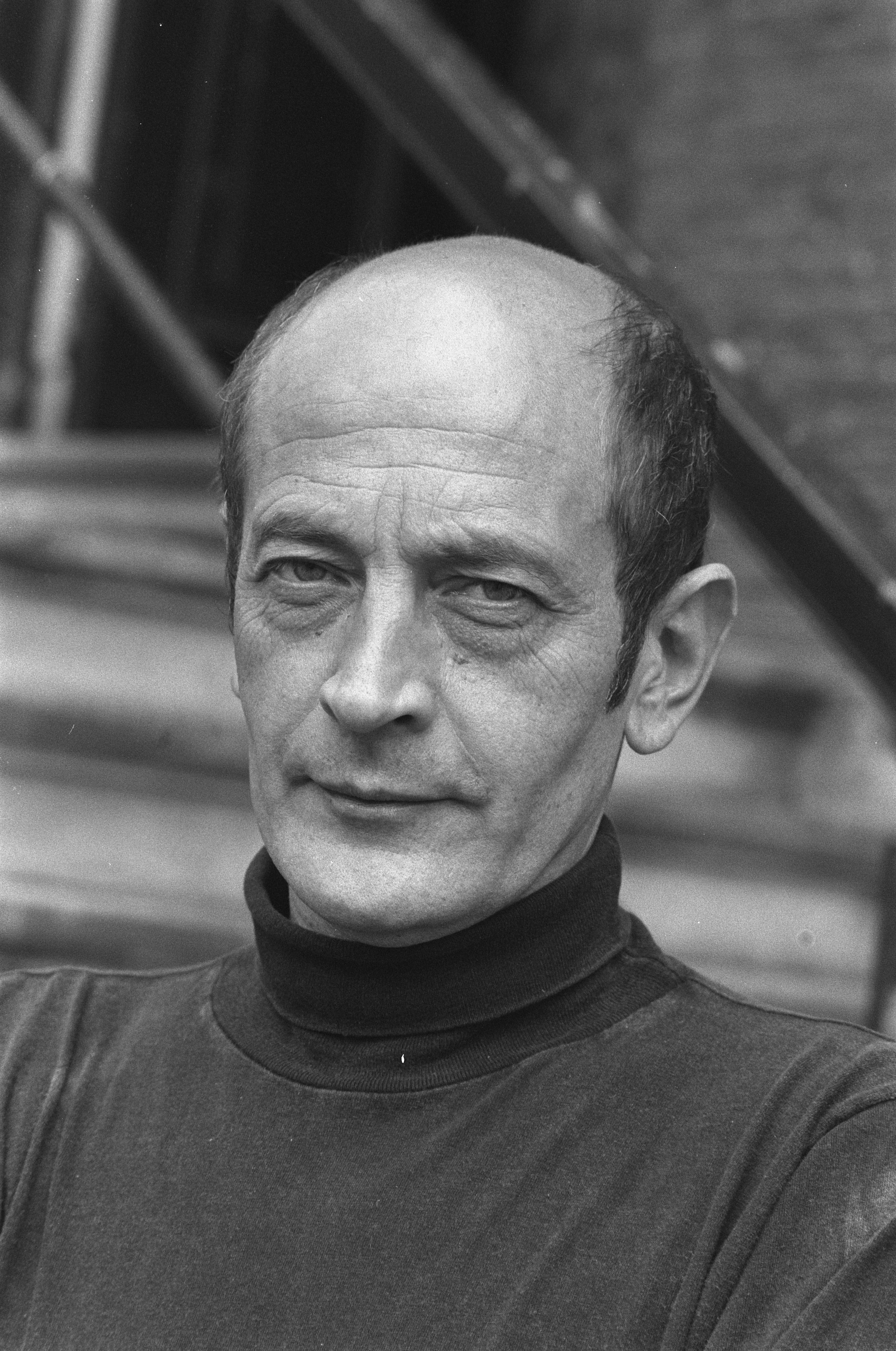
Ton Regtien in 1988

Antonius Aegidius (Ton) Regtien (Amsterdam, 19 oktober 1938 – aldaar, 25 december 1989) was een Nederlandse studentenleider, politiek activist en publicist. Hij schreef het boek Het Vietnam-Tribunaal Stockholm Roskilde, een aanklacht tegen het Amerikaanse optreden in Vietnam.
Hij studeerde in Nijmegen, in Amsterdam en Groningen psychologie. Na de oprichting van de Studentenvakbeweging in 1963 was hij hiervan een halfjaar voorzitter.
Als een van de eerste studentenleiders sympathiseerde hij begin jaren zeventig met de CPN en luidde daarmee het begin van het zogenaamde studentencommunisme in. Na het slagen voor zijn doctoraal examen in 1971 in Groningen kan hij daar meteen aan de slag als wetenschappelijk medewerker; hij was er reeds assistent.

## Publicaties
Zijn belangrijkste publicatie:
- Universiteit in opstand. Europese achtergronden en de Nederlandse situatie, Van Gennep: Amsterdam 1969

Voorts:
- (samen met Maarten van Dullemen) Het Vietnam-tribunaal Stockholm-Roskilde 1967, Polak & Van Gennep: Amsterdam 1968
- (samen met H.C. Boekraad e.a.) Black Power en de derde wereld. Een interview met Stokely Carmichael,  Van Gennep: Amsterdam 1968
- (samen met H.C. Boekraad, M.J. van Nieuwstadt en H. Sips) Universiteit en onderneming. Een analyse van het rapport Maris, Unie van Studenten te Nijmegen: Nijmegen 1968
- (samen met Konrad Boehmer) Van provo naar Oranje Vrijstaat, Nijmegen 1970